# Tosarhombus brevis
Tosarhombus brevis är en fiskart som beskrevs av Amaoka, Mihara och Rivaton, 1997. Tosarhombus brevis ingår i släktet Tosarhombus och familjen tungevarsfiskar. Inga underarter finns listade i Catalogue of Life.